# Carmelo Costanzo

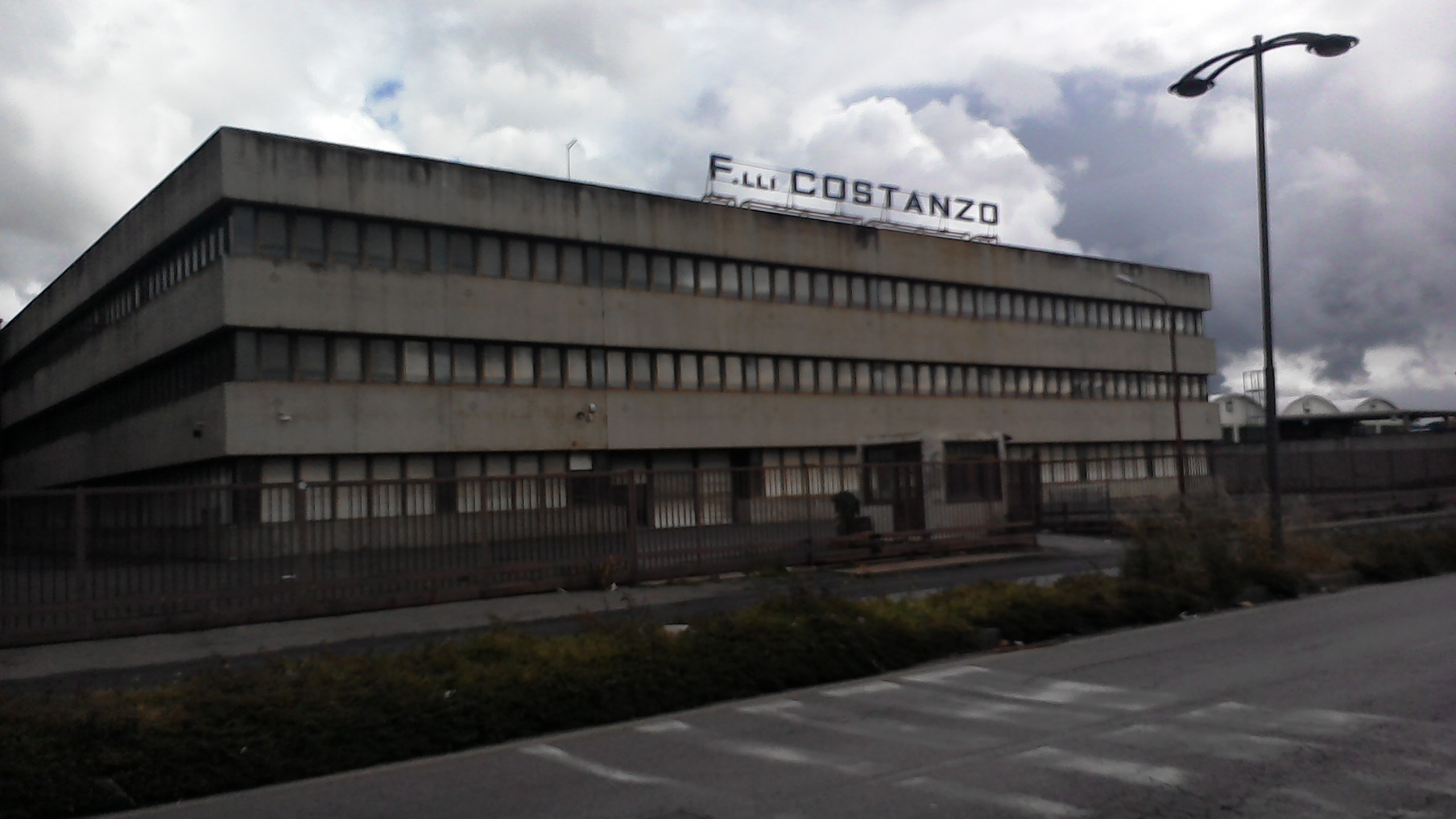
L'ex sede dell'azienda Costanzo, nella zona commerciale di Misterbianco.

Carmelo Costanzo (Catania, 1923 – Catania, 10 aprile 1990) è stato un imprenditore italiano.

## Biografia
Il 2 giugno del 1969 fu nominato a Roma Cavaliere dell'Ordine al Merito del Lavoro dal Presidente della Repubblica Giuseppe Saragat.
Morì in una clinica privata all'età di 66 anni, a seguito di un infarto al miocardio che lo colse durante la notte tra il 9 e il 10 aprile 1990. I funerali si svolsero il giorno seguente al Santuario della Madonna del Carmine, di cui Costanzo era devoto.

## Attività imprenditoriale

### La "Fratelli Costanzo S.p.A."
Ritornato dalla Seconda guerra mondiale, insieme al fratello Pasquale, detto Gino, ereditò dal padre l'impresa fondata nel 1877 dal nonno, la "Fratelli Costanzo". La sua attività si concentrava nell'edilizia, nell'industria e nell'agricoltura.
L'impresa edile, con uno stabilimento a Misterbianco, produceva prefabbricati pesanti in calcestruzzo per uso autostradale, ferroviario, marittimo e civile, nonché interi edifici industriali, commerciali e per uso civile, impianti di potabilizzazione, sistemazione agraria e forestale, opere speciali in cemento armato e villaggi turistici, quali La Perla Jonica. 
Tra le numerose opere pubbliche realizzate dal Gruppo, il Ponte Costanzo, con i suoi 168 m d'altezza è stato per diversi anni il ponte più alto d'Europa. Altre importanti opere pubbliche realizzate dalla ditta Costanzo furono lo Stadio Angelo Massimino, l'Aeroporto di Fontanarossa, l'aula-bunker del carcere Bicocca a Catania, l'Aeroporto di Sigonella, l'Aeroporto di Trapani-Birgi e, in società con Graci e Rendo, quello di Pantelleria. L'impresa ebbe anche affidata la costruzione dei palazzi destinati all'edilizia popolare nei quartieri Monte Po, Villaggio Sant'Agata e Librino.
Nel giro di pochi anni, grazie alla gestione di Carmelo e Gino Costanzo (a cui si affiancarono anche i figli), l'azienda diventò un vero e proprio gruppo, diversificando le attività, aprendo cantieri in Venezuela, acquistò centinaia di ettari di terreno, alberghi, partecipazioni editoriali (nel Giornale di Sicilia) e nella grande distribuzione, migliaia di appartamenti, una ventina di società edili.

### Partecipazioni ad opere pubbliche
Durante gli ultimi dieci anni della sua vita, l'impresa attraversò un periodo segnato da molte vicende negative. Dalle polemiche riguardo al Palazzo dei Congressi di Palermo alle dichiarazioni di Antonino Calderone, il gruppo, impegnato in un mercato assai difficile come quello delle opere pubbliche, pagò fortemente questa crisi.
Valgono per tutti come esempio, i casi dello Stadio Giuseppe Meazza (detto di San Siro) di Milano, gara che vide l'assegnazione dell'opera ad un'altra impresa, malgrado, secondo le dichiarazioni dello stesso Costanzo, l'impresa da lui guidata avesse presentato un'offerta inferiore. Infine, il caso dell'ospedale Garibaldi, della metà degli anni novanta, quando Carmelo Costanzo era già defunto, riguardante tangenti pagate a politici per provocare la sottrazione dell'appalto all'azienda vincitrice (la Fratelli Costanzo). La sentenza della prima sezione penale del Tribunale di Catania, pur escludendo il concorso esterno in associazione mafiosa per gli imputati (tra cui Pino Firrarello di Forza Italia, accusato di corruzione e turbativa d'asta e Nuccio Cusumano dell'Udeur, accusato di turbativa d'asta) ha emesso undici condanne e otto assoluzioni. Nella requisitoria, il pm Francesco Puleio ha parlato di «Atti irregolari e illegali che hanno danneggiato irrimediabilmente la Fratelli Costanzo, con gravi ricadute occupazionali in città, e che hanno arrecato un gravissimo danno economico e sociale a Catania che per avere un ospedale ha speso il doppio del previsto e il nosocomio è stato inaugurato con sette anni di ritardo».

### Altre attività
Deteneva un buon pacchetto di azioni in una delle più diffuse emittenti televisive private dell'epoca, Telejonica, e fu presidente e maggiore azionista della Banca Popolare.

### Costanzo imprenditore
Davide Banfo de La Repubblica lo ha descritto come un imprenditore «vecchio stampo», sempre presente nella sua azienda. Il suo rapporto con gli impiegati era molto stretto, basato sulla fiducia. Alla notizia della sua morte, Antonio Mauri, presidente dell'Associazione industriali di Catania, ed Enzo Bianco, sindaco, rilasciarono queste dichiarazioni:
(Antonio Mauri)
(Enzo Bianco)

## La descrizione di Fava
Secondo il giornalista e scrittore Giuseppe Fava, Costanzo era uno dei cavalieri dell'apocalisse mafiosa. In un articolo del gennaio 1983 sulla rivista I Siciliani lo descrive come un uomo prepotente, «massiccio e sprezzante», «l'unico catanese che abbia osato pretendere ed ottenere un gigantesco appalto a Palermo». Nella ricostruzione di Fava, i quattro cavalieri avevano pattuito con i vertici di Cosa Nostra una sorta di pace interessata: i cantieri edili proseguivano la loro attività senza timore di ritorsioni (dietro pagamento di pizzo), mentre la mafia si concentrava sul traffico di droga. Esattamente dello stesso avviso era Carlo Alberto dalla Chiesa, il quale, in merito al nuovo policentrismo mafioso rispetto al vecchio stile dei tempi di Liggio, affermò - in un'intervista (l'ultima della sua vita) - che rilasciò a Giorgio Bocca: «Con il consenso della Mafia palermitana, le quattro maggiori imprese edili catanesi oggi lavorano a Palermo».
Il 5 gennaio 1984, un anno dopo la pubblicazione dell'articolo, e dopo vari tentativi dei Cavalieri del Lavoro Graci e Rendo di acquistare la rivista, nonché una parallela ma indipendente proposta di Salvo Andò (che invitò Fava a dedicarsi ad un'emittente televisiva), Giuseppe Fava venne ucciso da dei membri del clan mafioso dei Santapaola.

## I rapporti con Minore
(Carmelo Costanzo ai giudici)
Lo stesso Costanzo ammise di avere intrattenuto rapporti con il mafioso Totò Minore, boss di Trapani, che secondo alcuni lo aiutò nella costruzione di un quartiere di case popolari e, dicono, portò a termine delle intimidazioni per l'acquisto di almeno un terreno.

## Il Palazzo dei Congressi
Nel 1981 la gara d'appalto del Palazzo dei Congressi di Palermo vide in lizza quattro noti imprenditori: Arturo Cassina, Ezio Tosi (palermitani), Filippo Salamone (agrigentino) e il catanese Carmelo Costanzo. Vinse quest'ultimo, presentando un'offerta svantaggiosa sotto certi aspetti e vantaggiosa per altri, come i costi dei materiali, che Costanzo stesso avrebbe fornito grazie ai lavori che l'impresa svolgeva nella sede di Misterbianco. Tosi ricorse al TAR e se ne parlò anche all'Assemblea Regionale Siciliana: tutto sembrava a posto.
Rocco Chinnici e Paolo Borsellino si interessano al caso, ritenuto poco chiaro, ipotizzando che proprio per l'opposizione alla vincita di Costanzo fosse stato ucciso Pio La Torre e mandano la Guardia di Finanza ad arrestare Costanzo, che scelse la latitanza, rifacendosi vivo solo qualche settimana dopo in una clinica, poco prima di essere assolto.
Una breve tregua fino al dossier del questore Rossi, che riguardava oltre a Costanzo anche i cavalieri Graci e Rendo, che si concluse con un'altra archiviazione, per mancanza di prove come nel precedente caso.

## Il processo per associazione mafiosa
Finito nel 1988 tra gli inquisiti in seguito alle dichiarazioni di Antonino Calderone a Giovanni Falcone (che fu travolto da uno scandalo: il consigliere Antonino Meli lo accusò di aver favorito Costanzo per la loro amicizia e ne chiuse il pool antimafia), nel 1991 è stato prosciolto con Gaetano Graci dall'accusa di associazione mafiosa, la conclusione del giudice: "Sono stati costretti ad accettare la protezione delle cosche" trovatisi quindi ad agire in stato di necessità. Malgrado si fossero evidenziate delle strette relazioni con Angelo Siino, Stefano Bontate, Nitto Santapaola e il suo clan, il pool non riuscì a far condannare Costanzo.
Numerose informazioni relative alle attività illecite di Costanzo, principalmente legate ai metodi con cui i Costanzo "ringraziavano" i boss Giuseppe ed Antonino Calderone per la protezione garantita vennero rivelate da quest'ultimo quando Costanzo era ormai stato prosciolto e sarebbe morto pochi mesi dopo; in particolare vi sono ampi fascicoli relativi ai rapporti che il fratello di Carmelo, Pasquale (detto Gino), intratteneva con Giuseppe Calderone, della tenuta di caccia in pieno Parco dell'Etna che i Calderone misero a disposizione degli uomini d'onore e delle riunioni tra boss mafiosi che si tenevano all'interno degli uffici della "Fratelli Costanzo", la notte, alle quali parteciparono anche personalità del calibro di Santapaola.
Ulteriori rapporti Costanzo intratteneva anche con il boss di Riesi, Giuseppe Di Cristina.
Riguardo all'omicidio di Sicali, compiuto dalla mafia, i giudici assolsero tutti gli imputati protagonisti della vicenda, compreso il mafioso Nitto Santapaola e l'altro cavaliere Gaetano Graci per insufficienza di prove. Nelle dichiarazioni del pentito Salvatore Castelli, risulta che dopo il processo Santapaola festeggiò l'assoluzione nella tenuta di Misterbianco di Graci e che alle celebrazioni era presente anche Costanzo.
Queste affermazioni, una volta acquisite dalla magistratura, risultarono comunque vane ed insufficienti ai fini di una condanna. Nel 1991, infatti, il giudice istruttore Luigi Russo, assolse i cavalieri, con la motivazione che essi sarebbero stati costretti a subire la "protezione" del clan Santapaola per necessità. Nel 1994, in seguito ad un'inchiesta della DIA da cui emersero ulteriori prove di interazioni ed intensi rapporti tra i cavalieri e Cosa Nostra, il giudice Giuseppe Gennaro impugnerà la sentenza, ma gli imputati saranno prosciolti ancora una volta.